# Massimo Giustetti

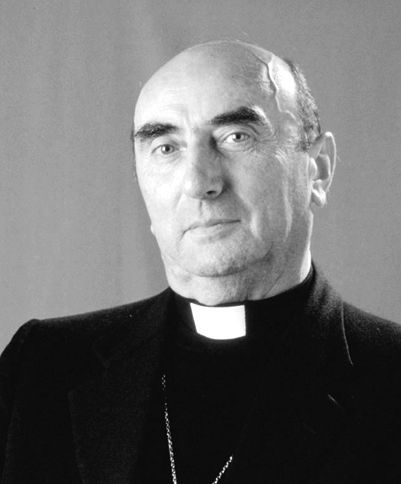
Bischof Massimo Giustetti (2000)

Massimo Giustetti (* 28. Februar 1926 in Riva di Pinerolo, Piemont; † 4. Dezember 2012 in Biella, Piemont) war Bischof von Biella.

## Leben
Massimo Giustetti empfing am 29. Juni 1950 die Priesterweihe für das Bistum Pinerolo. Papst Paul VI. ernannte ihn am 1. Juli 1972 zum Apostolischen Administrator von Pinerolo und Titularbischof von Celene. 
Der Erzbischof von Turin, Michele Kardinal Pellegrino, spendete ihm am 27. August desselben Jahres die Bischofsweihe; Mitkonsekratoren waren Albino Mensa, Erzbischof von Vercelli, und Santo Bartolomeo Quadri, Bischof von Terni e Narni.
Am 21. März 1974 wurde er zum Bischof von Pinerolo ernannt. Am 17. Dezember 1975 wurde er zum Bischof von Mondovì ernannt. Am 3. Dezember 1986  wurde er durch Papst Johannes Paul II. zum Bischof von Biella ernannt. Am 13. Juli 2001 nahm Johannes Paul II. sein altersbedingtes Rücktrittsgesuch an.
Massimo Giustetti hat zahlreiche Bücher veröffentlicht.